# Arquelao Ktistes
Arquelao Ktistes fue el último rey de Capadocia. Reinó entre los años 36 a. C. y 17.

## Origen
Era el segundo hijo de Arquelao II de Comana, sumo sacerdote de Belona en Comana, nieto de Arquelao de Comana, un pretendiente al trono de Egipto, y bisnieto de Arquelao, un general de Mitrídates VI.

## Cliente de Roma
Fue impuesto por Marco Antonio, que había sido amante de su madre, Glafira, en sustitución de Ariarates X. Como contrapartida, proporcionó tropas a Marco Antonio en sus expediciones contra los partos. Sin embargo abandonó a su protector en la Batalla de Actium, lo que le valió el reconocimiento de Octavio, que le recompensó engrandeciendo su reino con parte de Cilicia y con la Pequeña Armenia.
No fue popular entre sus súbditos, que incluso llevaron una acusación contra él a Roma, en cuya ocasión fue defendido por Tiberio.
Arquelao se casó después del año 8 con Pitodoris, la viuda de Polemón I del Ponto, quien gobernaba este reino vasallo de Roma en nombre de sus hijos, menores de edad. Esta alianza generó la desconfianza de Roma. Cuando Tiberio fue emperador, le acusó de urdir una conspiración y murió confinado en Roma. Fue el fin de la independencia de Capadocia, que se convirtió en provincia romana.